# Jiersijärvi
Jiersijärvi är en sjö i Finland. Den ligger i kommunen Enare i landskapet Lappland, i den norra delen av landet, 1 000 km norr om huvudstaden Helsingfors. Jiersijärvi ligger 121,8 meter över havet. Arean är 55,2 hektar och strandlinjen är 7,06 kilometer lång. Sjön  ingår i Pasvik älvs huvudavrinningsområde. 